# Kleszczów (Silésie)
Pour les articles homonymes, voir Kleszczów.
Kleszczów est une localité polonaise de la gmina de Rudziniec, située dans le powiat de Gliwice en voïvodie de Silésie.